# Leonard Howell (calciatore)
Leonard Howell (Herne Hill, 6 agosto 1848 – Losanna, 7 settembre 1895) è stato un calciatore e crickettista inglese, di ruolo difensore.

## Carriera

### Calciatore
Frequenta il Winchester College dove rappresenta diversi sport, tra cui, calcio, cricket e atletica, vincendo i 100 yards, i 300 yards e i 100 yards a ostacoli nel 1866. Dopo aver lasciato il College, gioca per i Wanderers, debuttando nella finale di FA Cup 1873 come difensore e vincendo il torneo. La sua carriera termina durante la stagione 1873-1874, a seguito di un grave infortunio rimediato.

### Giocatore di cricket
Ha giocato a cricket per diversi anni vestendo i colori del Surrey e del Marylebone tra il 1869 e il 1880, giocando come battitore destro.
Dopo aver lasciato il College, diviene un produttore di malto. Muore a Losanna, in Svizzera, nel 1895.

## Palmarès

### Club

#### Competizioni nazionali
- Coppa d'Inghilterra: 1

Wanderers: 1872-1873